# Protesten in Minnesota 2020
Met de protesten in Minnesota in 2020 wordt verwezen naar de protesten die uitbraken in de Amerikaanse staat Minnesota na het overlijden van George Floyd, een Afro-Amerikaanse man die op 25 mei 2020 door politiegeweld om het leven kwam. De demonstraties vonden vooral plaats in Minneapolis, waar Floyd is omgekomen, en in de hoofdstad Saint Paul. Elders in de staat werd echter ook geprotesteerd. De protesten in Minnesota maakten deel uit van de protesten na de dood van George Floyd.
Een deel van de betogingen gaat gepaard met plunderingen en vandalisme, met name tegen bedrijven en politievoertuigen. Een politiebureau in Minneapolis is in vlammen opgegaan en er is minstens een betoger omgekomen.

## Tijdlijn

### Dag 1: dinsdag 26 mei

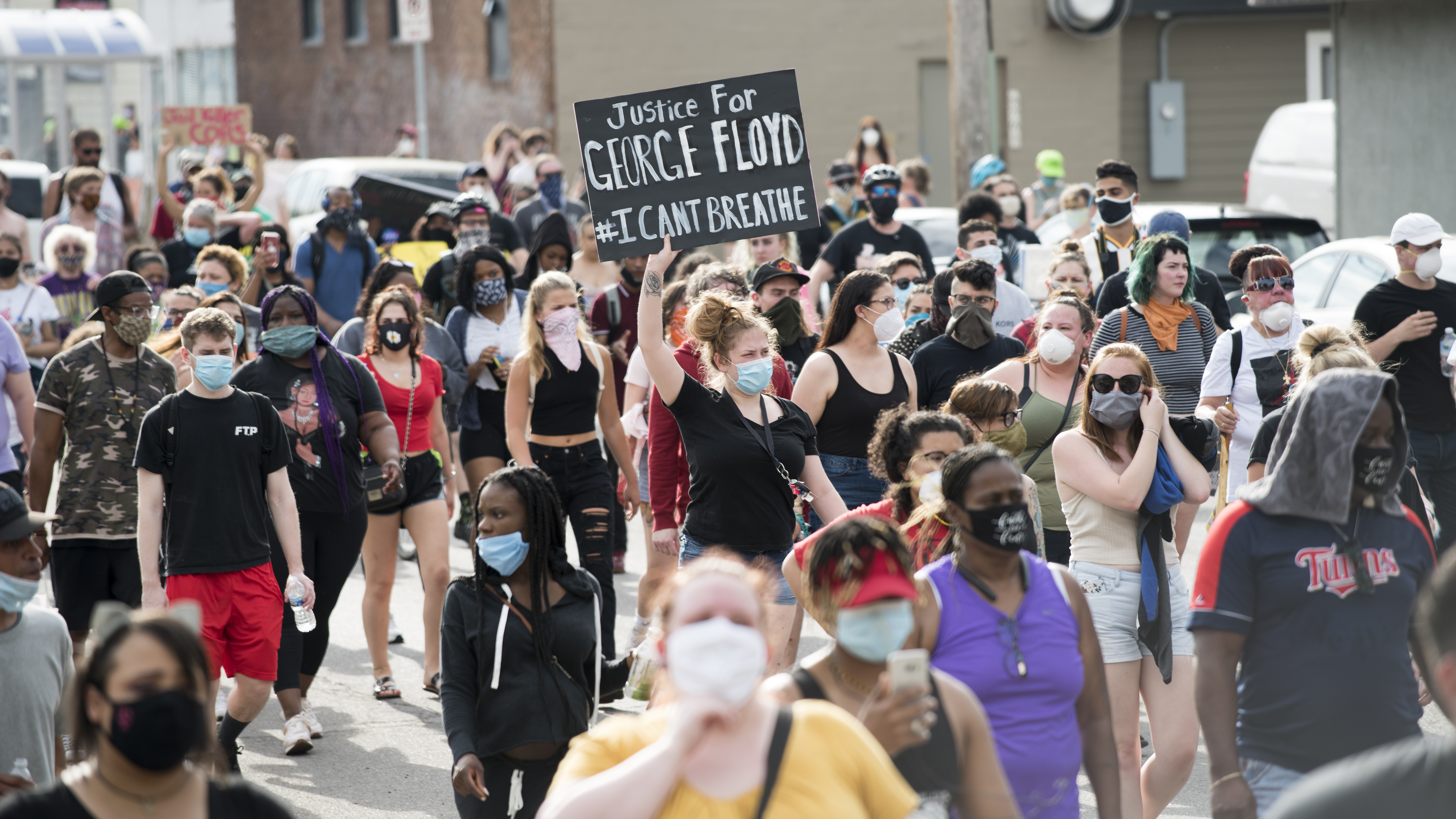
Demonstranten op 26 mei 2020

De eerste betogingen naar aanleiding van de dood van George Floyd begonnen in Minneapolis de middag van dinsdag 26 mei, de dag na zijn overlijden. Een menigte van enkele honderden mensen marcheerde naar het politiebureau van het derde politiedistrict van het Minneapolis Police Department, om hun frustratie over de politie te uiten. Het protest, dat oorspronkelijk vreedzaam was, werd gewelddadig toen het politiebureau werd gevandaliseerd met spuitverf en politieauto's met stenen werden bekogeld. De ontstane confrontatie werd die avond beantwoord met een optreden van de oproerpolitie, die traangas op de betogers vuurde.

### Dag 2: woensdag 27 mei
De betogingen gingen de volgende dag door. Naast traangas schoot de politie ook met rubberen kogels op de demonstranten. Die avond werd een Target-winkel geplunderd en gevandaliseerd door demonstranten. Diezelfde avond werd een man doodgeschoten door een winkelier, die de man aanhield voor een plunderaar. De eigenaar werd hierop gearresteerd.
In de namiddag van die dag liep een man gekleed in zwarte beschermende kledij en met een paraplu en hamer in zijn handen naar een gebouw van het bedrijf AutoZone, dat naast een politiebureau in Saint Paul staat, en sloeg daar de ruiten kapot terwijl omstanders de man vertelden op te houden. De Saint Paul Police Department ontkende de beschuldigingen dat de man een undercoveragent geweest zou zijn.

### Dag 3: donderdag 28 mei
Op donderdag 28 mei werd door burgemeester Jacob Frey de noodtoestand in Minneapolis uitgeroepen. 500 soldaten van de National Guard werden in de stad ingezet om de orde in Minneapolis en Saint Paul te bewaren.
Tegen de ochtend waren er meerdere zaken in Minneapolis gevandaliseerd door plunderaars. In Saint Paul waren twee grote warenhuizen (inclusief een ander Target-filiaal) geplunderd en werd een Wendy's-restaurant afgebrand. Volgens de Saint Paul Police Department zouden er 170 gebouwen beschadigd of geplunderd zijn op die donderdag.
In de avond staken demonstranten verschillende gebouwen in de buurt van het derde politiedistrictsbureau in Minneapolis in brand. De omheiningen bij het politiebureau zelf werden omvergeworpen, waarop de politie traangas op de demonstranten afvuurde. Het bureau werd later die avond alsnog door de demonstranten in brand gestoken.
In Duluth werd er door zo'n honderd mensen gedemonstreerd. De demonstranten blokkeerden het verkeer en werden in de gaten gehouden door politie, maar de betoging verliep vreedzaam. In Brainerd werd er door een kleine groep mensen gedemonstreerd.

### Dag 4: vrijdag 29 mei
Van de avond van 28 mei tot en met de vroege ochtenduren van 29 mei werd er tijdelijk geen politiepersoneel ingezet. Om halftwee in de ochtend hield burgemeester Jacob Frey een persconferentie. Frey noemde de acties van de betogers "onacceptabel" en wees erop dat personen die meededen aan de rellen verantwoordelijk gehouden zouden worden voor de schade. De Amerikaanse president Donald Trump kondigde op Twitter aan dat hij het leger zou inzetten in Minneapolis om de rellen onder controle te krijgen, mocht het gouverneur Tim Walz niet lukken om dit zelf te doen. Dit kwam na de beslissing van Walz om de National Guard in te zetten. Tegen het einde van de middag stelden Walz en Frey voor 29 en 30 mei een avondklok in voor de agglomeratie Minneapolis-St. Paul, die vanaf 20:00 tot 06:00 uur zou duren.
Om elf over vijf in de ochtend werden CNN-verslaggever Omar Jimenez en zijn cameracrew gearresteerd door de politie terwijl zij live televisieverslag deden, omdat ze de instructies van de autoriteiten niet opgevolgd zouden hebben. CNN bracht hierop een persbericht uit waarin het medium beweerde dat de rechten op persvrijheid, gewaarborgd door het eerste amendement, geschonden zouden zijn. De verslaggever en de crew werden later die dag vrijgelaten na tussenkomst van gouverneur Walz. Ook werd journaliste/fotografe Linda Tirado, die verslag deed van de protesten met schuimrubber projectielen (vrij vertaald: knuppel ballen) onder vuur genomen en in haar gezicht geraakt. Haar linker oog liep daardoor dusdanige schade op dat het niet meer functioneert.
Het geweld in Minneapolis nam net voor middernacht snel toe. Hierop werd gereageerd door de politie en National Guard met traangas en meer geweld. Walz sloeg het aanbod van het ministerie van Defensie, om de militaire politie in te zetten, af. Verder werd er die dag ook geprotesteerd in Brainerd, waar zo'n zestig mensen bijeenkwamen, en door honderden mensen in St. Cloud. 150 mensen demonstreerden in Rochester en honderden anderen gingen de straat op in Mankato.

### Dag 5: zaterdag 30 mei
Gouverneur Walz hield op 30 mei om halftwee 's middags een persconferentie, waarin hij speculeerde dat zo'n 80% van de plunderaars van buiten Minnesota zou komen. Een onderzoek van de Minnesota Public Radio gaf echter aan dat dit voor minder dan 20% het geval was. Walz zei dat de relschoppers bestonden uit een groep die "de beschaafde maatschappij tracht te destabiliseren". Verder zei hij: "Dit gaat niet over de dood van George. Dit gaat over het veroorzaken van chaos." Burgemeester Jacob Frey van Minneapolis was ook aanwezig op de persconferentie en verzocht relschoppers om naar huis te gaan. President Trump suggereerde in een tweet dat anarchisten en Antifa verantwoordelijk waren voor de onrust.
Op 30 mei werden in totaal 2500 agenten ingezet en werden er vijftig mensen gearresteerd in verband met de protesten. Generaal-majoor Jon Jensen van de National Guard van Minnesota zei dat er op 31 mei meer dan 1700 soldaten van de National Guard konden worden ingezet. Jensen bevestigde dat er tegen de middag 2500 soldaten zouden worden ingezet.
In Minneapolis verzamelden zich massa's mensen bij een geïmproviseerd gedenkteken op de plek waar Floyd tijdens zijn arrestatie de dood vond. Honderden mensen demonstreerden in Duluth en in Bemidji. De burgemeester van Moorhead, Johnathan Judd, schudde handen met demonstranten in het nabijgelegen Fargo.
Demonstranten blokkeerden de Interstate 35. Andere belangrijke wegen in de staat werden door autoriteiten eveneens afgezet. In Duluth werd van 10 uur 's avonds tot en met 6 uur 's ochtends een avondklok ingesteld.